# Alejandra Costamagna
Alejandra Costamagna Crivelli (Santiago, 24 de marzo de 1970) es una escritora, periodista y académica chilena.

## Biografía
Nació en 1970 en Santiago, hija de padres argentinos que llegaron a Chile en 1967, huyendo de la dictadura de Juan Carlos Onganía. Es autora de las novelas En voz baja (1996), Ciudadano en retiro (1998), Cansado ya del sol (2002), Dile que no estoy (2007) y El sistema del tacto (2018). Ha publicado también los libros de cuentos Malas noches (2000), Últimos fuegos (2005), Animales domésticos (2011), Había una vez un pájaro (2013) e Imposible salir de la Tierra (2016), y la antología de crónicas Cruce de peatones (2012-2021).
Periodista titulada en la Universidad Diego Portales en 1993, ha escrito crítica teatral y artículos sobre teatro y literatura desde 1992 a la fecha en medios chilenos como las revistas «Rocinante», «Dossier» y «Qué pasa», y los diarios «La Nación» y «El Mercurio». Ha publicado columnas y crónicas en revistas internacionales como «Rolling Stone», «Gatopardo», «Etiqueta Negra», «El Malpensante», «Anfibia» o «Revista de la Universidad de México». Una selección de sus trabajos de no ficción se encuentra en Cruce de peatones.
En 2003 obtuvo la beca del International Writing Program de la Universidad de Iowa, Estados Unidos, y desarrolló una residencia en esa universidad. En 2006 fue invitada al festival Young Writers of the World en Seúl, Corea del Sur, y en 2008 le fue otorgado en Alemania el premio Anna Seghers de Literatura. En 2012 participó en la residencia de escritores «Bogotá Contada», que reunió en la capital colombiana a doce escritores hispanoamericanos que visitaron, recorrieron y escribieron sobre la ciudad. En 2014 fue miembro del jurado del Premio Casa de las Américas en la categoría de cuento, en Cuba. Desde 1999 ha participado también en encuentros literarios y académicos en Argentina, Uruguay, Brasil, Perú, Bolivia, Ecuador, Colombia, Puerto Rico, México, España, Italia, Bélgica, Francia y Portugal.
Su obra ha sido traducida al italiano, francés, portugués e inglés, en los volúmenes Café Royal  (2001) y Certe notti (2004), publicados por Besa Editrice; C’era una volta un passero (2016) e Il sistema del tatto (2020), publicados por Edicola ediciones, Italia; así como en los libros Animaux domestiques (2011) y Natures mortes (2012), publicadas por la editorial L'Atelier du Tilde, en Francia; Impossivel sair da terra (2020) y Sistema do tato (2020), publicados por editorial Moinhos, Brasil, y The Touch System (2021), por editorial Transit, Estados Unidos.
Alejandra Costamagna ha dictado cursos de narrativa y escritura creativa en las universidades de Chile, Diego Portales, Católica de Chile, Finis Terrae, Adolfo Ibáñez y de Santiago de Chile. En la actualidad enseña en la Escuela de Literatura Creativa de la Universidad Diego Portales.

## Estilo

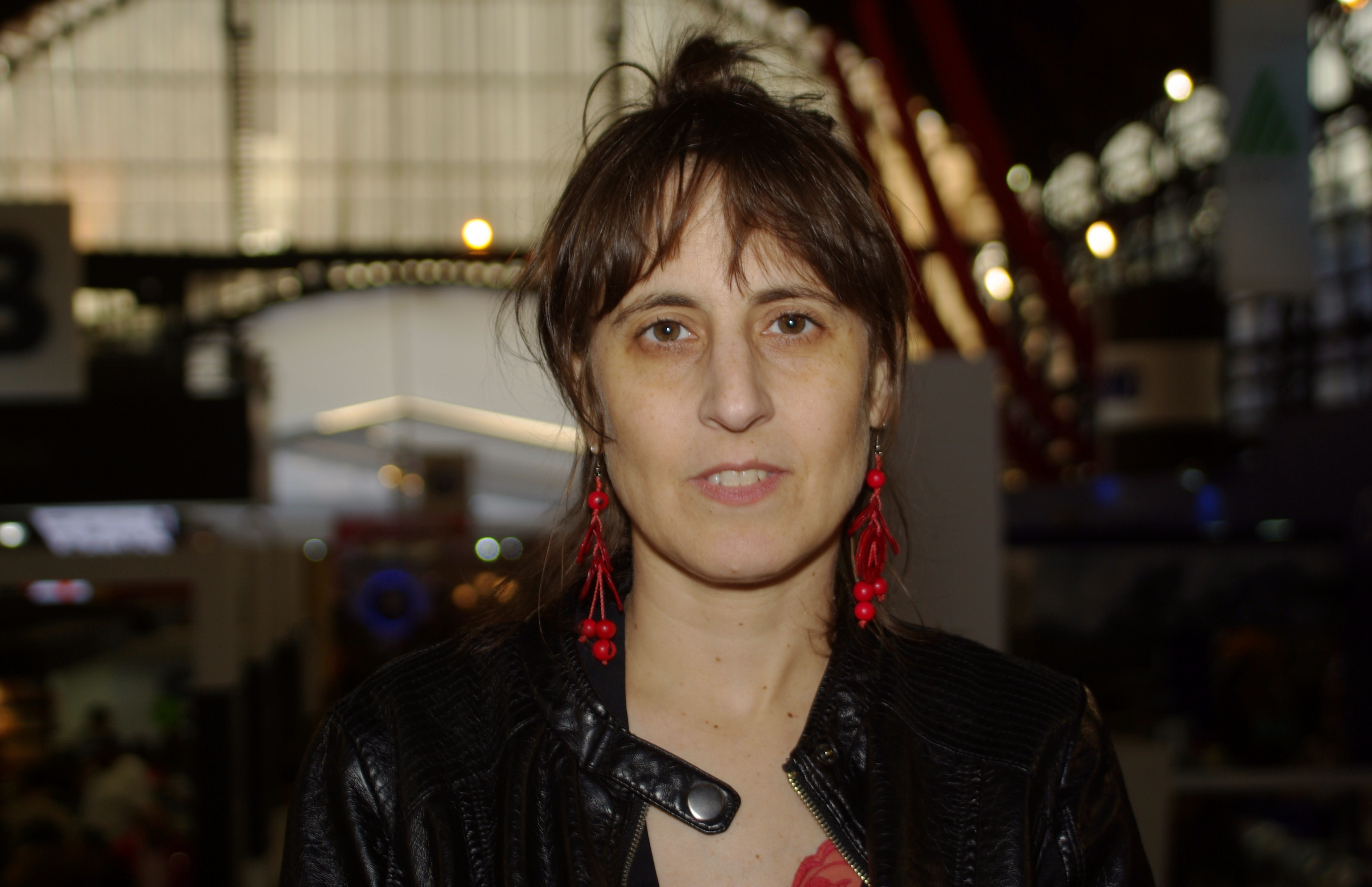
Costamagna en la FILSA 2015.

Costamagna publica su primera novela, En voz baja, en 1996 y dos años después la sigue Ciudadano en retiro. Ambas obras reciben una crítica muy positiva de parte del escritor Roberto Bolaño:

«Hay una generación de escritoras (chilenas) que promete comérselo todo. A la cabeza, claramente, se destacan dos. Estas son Lina Meruane y Alejandra Costamagna, seguidas por Nona Fernández y por otras cinco o seis jóvenes armadas con todos los implementos de la buena literatura.»
Roberto Bolaño, Febrero de 1999.

En 2000 aparece su primer libro de cuentos, Malas noches. Aunque ha continuado escribiendo novelas, Costamagna ha desarrollado especialmente el relato, tanto que incluso reconvirtió su primera novela en un cuento, Había una vez un pájaro, que apareció en 2013 en un libro del mismo título acompañado de otros dos textos. Rodrigo Pinto comparaba en la revista Sábado de El Mercurio esta «vocación por depurar y limpiar sus textos» con la que tenía José Santos González Vera, quien acostumbraba publicar nuevamente sus obras con la advertencia «edición corregida y disminuida», pero subrayaba que en Costamagna adquiría una expresión distinta y aún más radical.
Ha escrito para revistas como Gatopardo, Rolling Stone y El Malpensante. Ha sido traducida a diversos idiomas (italiano, francés, inglés, portugués, danés, coreano) y su obra ha sido distinguida con varios premios, entre los que destacan el Altazor (2006) y el Anna Seghers (Alemania, 2008) al mejor autor latinoamericano del año.
Costamagna ha sido incluida por algunos críticos en la llamada Literatura de los hijos, particularmente por su novela En voz baja.
El sistema del tacto fue finalista del Premio Herralde de Novela 2018. 

## Obra

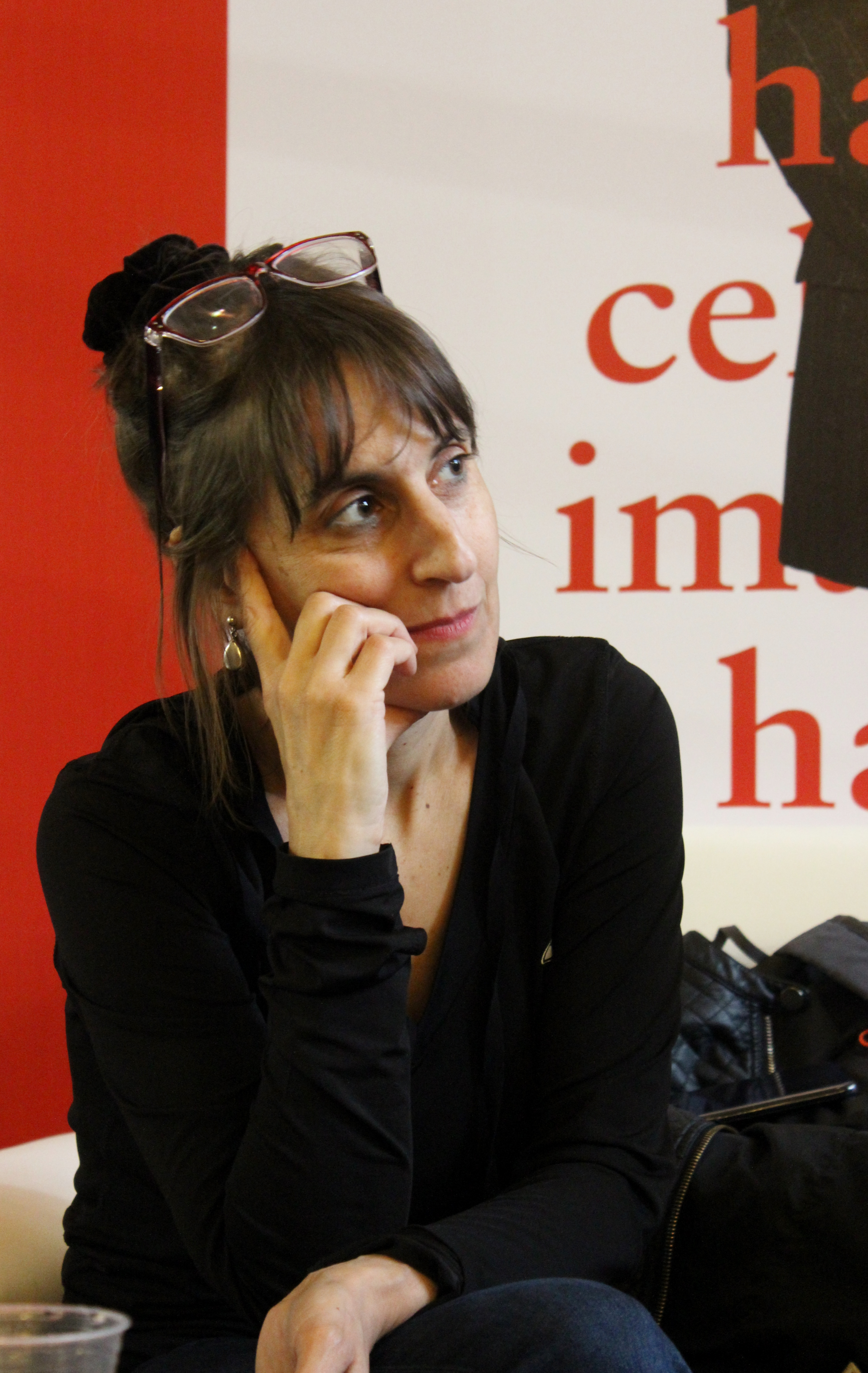
Costamagna en noviembre de 2018.

### Libros publicados
- En voz baja, novela, LOM Ediciones, 1996
- Ciudadano en retiro, novela, Planeta, 1998
- Malas noches, cuentos, Planeta, 2000. Divididos en 3 secciones, contiene 15 relatos más una nota explicatoria sobre la gestación de los textos:
  - Veintiséis dientes: Boca abierta; Micro; Buenaventura; Sin voz; y Veintiséis dientes
  - Noticias de Japón: Grasa en la estación; Violeta azulado; Donde se congelaba la primavera; Parcialmente nublado; Noticias de Japón; y Grito de Leningrado
  - En el parque: Sólo un poco, en la mejilla; Ellos; Espejo; y En el parque
- Cansado ya del sol, novela, Planeta, 2002
- Últimos fuegos, cuentos, Ediciones B. 2005. Contiene 16 textos:
  - Santa Fe, Coronas vigilantes, La invención del silencio, Cuadrar las cosas, Violeta azulado, Bombero en las colinas, El tono de un noble, Domingos felices, La epidemia de Traiguén, La faena, Noticias de Japón, Champaña, El olor de los claveles, Chufa, Cigarrillos, el diario, el pan, y El último incendio
- Dile que no estoy, novela, Planeta, 2007
- Naturalezas muertas, cuento largo (según definición de la autora);[10] editorial Cuneta, 2010
- Animales domésticos, cuentos, Mondadori, 2011. Contiene 11 relatos:
  - Yo, Claudio; Imposible salir de la Tierra; A las cuatro, a las cinco, a las seis; Daisy está contigo; Hambre; Patanjali; Hombrecitos; Pelos; La epidemia de Traiguén; El único orden posible; y Nadie nunca se acostumbra
- Cruce de peatones, crónicas, entrevistas y perfiles, selección de Julieta Marchant; Ediciones UDP, 2012
- Había una vez un pájaro, 3 cuentos, Cuneta, 2013. Contiene Nadie nunca se acostumbra, el microcuento  Agujas de reloj, el relato que da nombre al libro y una nota final explicatoria de la autora, titulada En voz baja
- Imposible salir de la Tierra, 10 cuentos que datan de los años 2005-2015, 6 publicados en libros y revistas, 4 inéditos;[11][12] Estruendomudo, Perú 2016 (otras ediciones: Almadía, México, 2016; Estruendomudo, Chile; Laguna, Colombia, 2017; Barrett, Sevilla, 2019; Banda Oriental, Montevideo, 2018; Encino, Costa Rica; Moinhos, Brasil; Redingot Kitap, Turquía; Añosluz, Argentina, 2021)[13]
- El sistema del tacto, novela, Anagrama, Barcelona, 2018

### Cuentos en publicaciones colectivas
- Dedos para el piano en Música ligera (Grijalbo, 1994)
- Micro, en Salidas de madre (Planeta, 1996)
- En el parque, en Voces de eros (Mondadori, 1997)
- Espejo, en Relatos y resacas (Planeta, 1997)
- Grito de Leningrado, en Cuentos extraviados (Alfaguara, 1997)
- Los extranjeros, en Líneas aéreas (Lengua de Trapo, 1999)
- Cucharitas, en Alucinaciones.TXT (Editorial Puerto de Escape, 2007)
- Violeta azulado, en Maldito Amor (Alfaguara, 2008)
- Por eso me reía, en Ecos Urbanos (Alfaguara, 2000)

## Premios y distinciones
- Beca Fondart 1994 para escribir su primera novela
- Premio Juegos Literarios Gabriela Mistral 1996 por En voz baja[14]
- Mención honrosa en el Premio Municipal de Literatura de Santiago 1997 por En voz baja
- Finalista del Premio Altazor 2001 con Malas noches
- Finalista del Premio Planeta Argentina 2002 con Cansado ya del sol
- Finalista del Premio Altazor 2003 con Cansado ya del sol
- Beca del International Writting Program de la Universidad de Iowa, 2003
- Premio Altazor 2006 por Últimos fuegos
- Premio del Círculo de Críticos de Arte 2007 por Dile que no estoy
- Finalista del Premio Altazor 2008 con Dile que no estoy
- Premio de literatura Anna Seghers 2008 de Alemania
- Premio Mejores Obras Literarias 2009 en la categoría Obra Inédita por (Consejo Nacional del Libro y la Lectura) Animales domésticos
- Finalista del Premio Altazor 2012 con Animales domésticos
- Finalista del Premio Herralde de Novela 2018 por El sistema del tacto.